# Epe, Nigeria
Epe este un oraș din statul Lagos, Nigeria.